# Mark von Wietersheim
Mark Bertold Hans August von Wietersheim (* 25. Oktober 1897 in Neuland, Landkreis Löwenberg in Schlesien; † 1969) war ein deutscher Landwirt, Gutsbesitzer und Politiker (NSDAP).

## Leben und Wirken
Er war der Sohn des Amtsvorstehers und Besitzers des Rittergutes Neuland, Walter von Wietersheim (1863–1919) und der Armgard von Colmar (1868–1949) aus Zützen in der Uckermark, Tochter des Axel von Colmar-Meyenburg. Sein jüngerer Bruder war der spätere Generalleutnant Wend von Wietersheim (1900–1975).
Wietersheim besuchte bis 1914 die Gymnasien in Lauban und mit weiteren namhaften Gutsbesitzersöhnen wie Udo von Alvensleben, Wolfgang Gans zu Putlitz, Ludolf Jakob von Alvensleben und Hans von Rochow-Stülpe die Ritterakademie Brandenburg. Im Anschluss nahm er als Soldat am Ersten Weltkrieg teil. Er war zunächst Leutnant im Garde-Kürassier-Regiment und später Flugzeugbeobachter bei der Feld-Flieger-Abteilung Nr. 14. 1918 geriet er in britische Kriegsgefangenschaft, aus der er 1919 entlassen wurde. Im gleichen Jahr schied er auch aus der Armee aus. Während des Krieges wurde er mit dem Eisernen Kreuz I. und II. Klasse ausgezeichnet.
Wietersheim nahm 1920 ein Studium der Rechtswissenschaft und Volkswirtschaftslehre an der Universität Breslau auf, wechselte dann über zur Forstwissenschaft, die er an der Forstakademie Eberswalde und an der Albert-Ludwigs-Universität Freiburg studierte. 1923 wurde er land- und forstwirtschaftlicher Bevollmächtigter in Neuland, wo er in der Folgezeit als Rittergutsbesitzer und Landwirt lebte.
Wietersheim trat 1929 in die NSDAP ein. Von März bis Oktober 1933 war er Mitglied des Preußischen Landtages.
Wietersheim kandidierte auf dem Wahlvorschlag für die NSDAP bei der Wahl zum Deutschen Reichstag am 12. November 1933, zog aber nicht in den nationalsozialistischen Reichstag ein. Von 1933 bis 1945 war er als Landrat des Kreises Löwenberg i. Schles. tätig. Im Zweiten Weltkrieg wurde er zur Wehrmacht einberufen.
1957 lebte er als Landrat a. D. mit seiner Ehefrau Gerda von Johnston, Tochter des Kammerherrn und Gutsbesitzers Hugo von Johnston und der Margarita von Kramsta in Friedrichsaue bei Zierenberg. Dort lebte auch ihr Sohn Wedigo von Wietersheim mit Ehefrau Elisabeth von Boyneburgk.